# Bramberg am Wildkogel
Bramberg am Wildkogel è un comune austriaco di 3 937 abitanti nel distretto di Zell am See, nel Salisburghese.

## Sport
Nel 1999, assieme al comune di Neukirchen am Großvenediger, ha ospitato il Campionato del mondo di parapendio.